# Joseph Wilton

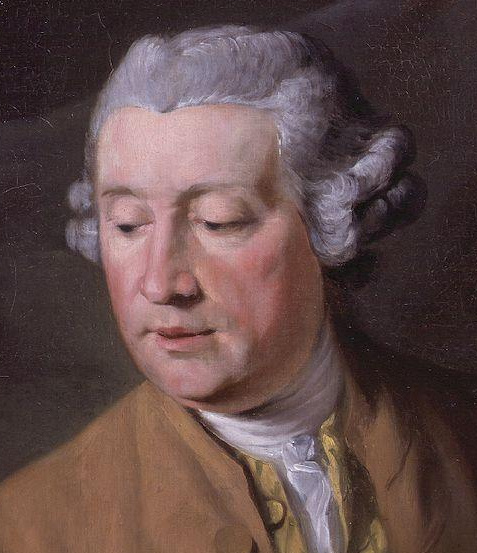
John Francis Rigaud, Joseph Wilton (part.)

Joseph Wilton (Londra, 16 luglio 1722 – Londra, 25 novembre 1803) è stato uno scultore e docente inglese.

## Biografia
Visse a Nivelle, non lontano da Calais, poi suo padre lo condusse a Parigi, perché studiasse scultura all'Académie royale de peinture et de sculpture, sotto la guida di Jean-Baptiste Pigalle. Completò la sua istruzione nel corso di un lungo soggiorno in Italia, dal 1747 al 1755. A Roma frequentò il corso completo di scultura all'Accademia di Belle Arti e fece copie di celebri opere scultoree antiche, tra cui il Gruppo del Laocoonte e l'Apollo del Belvedere. Il papa gli concesse la medaglia d'oro, istituita per il Giubileo del 1750. A Firenze, dove soggiornò a partire dal 1751, Joseph Wilton conobbe il pittore e disegnatore fiorentino Giovanni Battista Cipriani che lo seguì al suo ritorno a Londra, nel 1755.

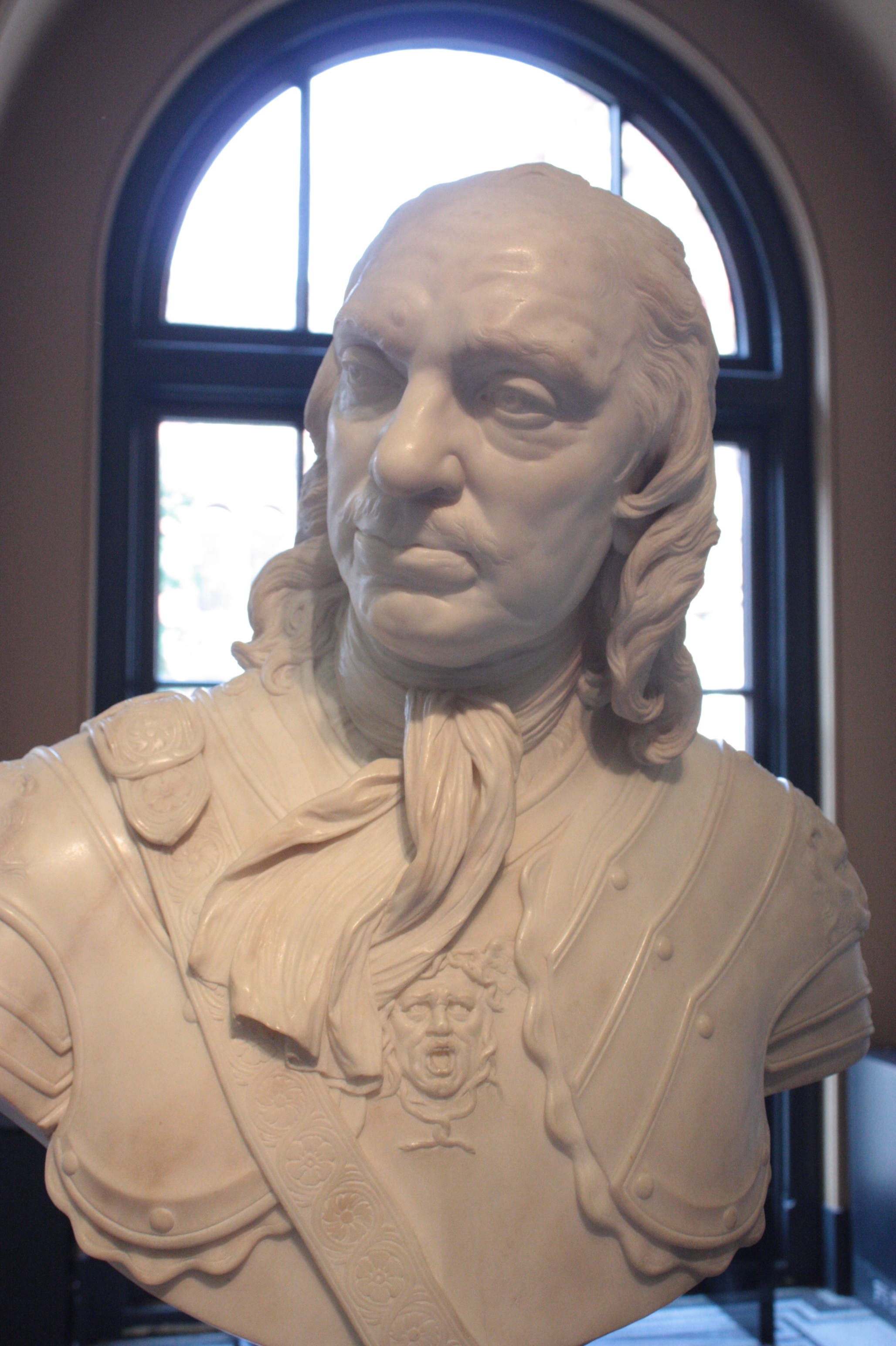
Oliver Cromwell, di Joseph Wilton, 1762, Victoria and Albert Museum

La sua collezione di copie da sculture antiche classiche fu acquistata da Charles Lennox, duca di Richmond, che lo volle come docente alla sua scuola d'arte, la "Lennox's Richmond House Gallery". Per il trasferimento in marmo delle sculture da lui plasmate, Wilton si serviva di un gran numero di assistenti.
Scolpì nel 1761 il ritratto del re Giorgio III e nel 1862 e il busto di Oliver Cromwell, di cui una versione in marmo e il modello in terracotta sono oggi al Victoria and Albert Museum. Il volto fu ricalcato sulla maschera di cera, realizzata alla morte di Cromwell. Le opere più celebrate di Wilton sono i monumenti marmorei alla memoria, nella Abbazia di Westminster, in particolare quello di James Wolfe. Su commissione di Giorgio III, nel 1762 egli realizzò le parti scultoree esterne - poi ricoperte di foglia d'oro zecchino - della nuova carrozza reale da parata, su progetto di William Chambersː la Gold State Coach, che è in uso ancora oggi, in particolari cerimonie della famiglia reale inglese. Le decorazioni pittoriche furono eseguite da Cipriani. 
Joseph Wilton era amico fraterno dell'architetto Sir William Chambers (con cui poi si imparentò) e collaborò alla decorazione della Somerset House, considerata il capolavoro di Chambers.
Fu uno dei fondatori della Royal Academy of Arts, nella cui sede si trovano alcune sue opere, come il caminetto in marmo bianco, in stile neoclassico, della Council Room (1780-86), che rimase un modello di riferimento, per caminetti inglesi e nordamericani, fino alla fine dell'Ottocento. Nell'archivio della Royal Academy of Arts è conservata la sua Autobiografia, datata 1799, in cui lo scultore ricorda il soggiorno a Parigi, la permanenza in Italia, il ritorno in patria con Cipraini e con Chambers. Scolpì, in un blocco unico di lapislazzulo, una decorazione per un caminetto alla Tapestry Room della Croome Court.

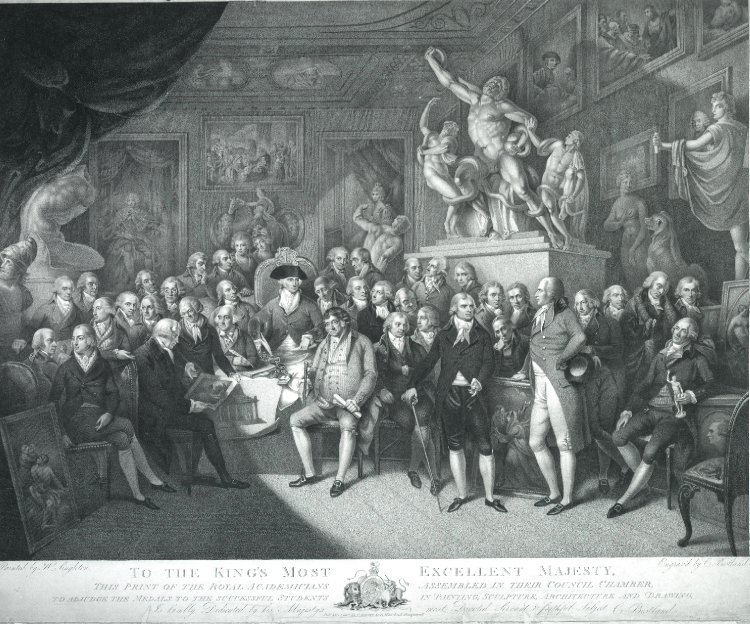
Print of the Royal Academicians Assembled, in their Council Chamber

Lo scultore neoclassico Joseph Wilton era dunque apprezzato alla corte dei re d'Inghilterra e anche dalla nobiltà inglese; i suoi contemporanei - non senza esagerazione - lo paragonavano a Fidia, a Michelangelo, a Bernini. Quando, nel 1768, gli pervenne la cospicua eredità patera, il suo interesse per l'arte andò progressivamente scemando. Distrusse in poco tempo le sue fortune e nel 1793 dichiarò bancarotta.
Un ritratto di Joseph Wilton, con la moglie e con la figlia, è stato dipinto da Francis Hayman nel 1760 c. Lo studio ottocentesco dello scrittore scozzese Allan Cunningham resta un riferimento essenziale per la sua biografia.

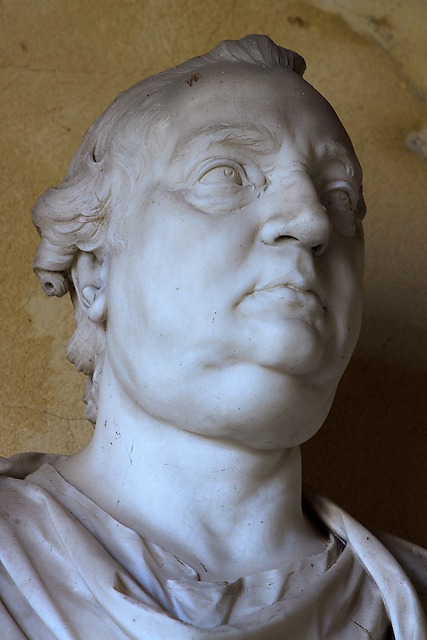
Monumento a Robert Long (part.)

### Altre opere
Al Paul Getty Museum, Los Angeles
- Busto di uomo, 1758
- Busto dello Pseudo-Seneca, 1755-1765
- Isis, 1762
- Apollo, 1762

Nella chiesa di san Giacomo, Draycot Cerne
- Monumento a Robert Long

Al Parlamento dell'United Kingdom, Londra
- Busto di William Pitt il Vecchio